# Alquézar (kommunhuvudort)
Alquézar är en kommunhuvudort i Spanien.   Den ligger i provinsen Provincia de Huesca och regionen Aragonien, i den nordöstra delen av landet, 400 km nordost om huvudstaden Madrid. Alquézar ligger 637 meter över havet och antalet invånare är 307.
Terrängen runt Alquézar är huvudsakligen kuperad, men åt sydväst är den platt. Terrängen runt Alquézar sluttar söderut. Runt Alquézar är det glesbefolkat, med 8 invånare per kvadratkilometer. Närmaste större samhälle är Barbastro, 17,3 km sydost om Alquézar. 